# جنرال داینامیکس–گرومن اف-۱۱۱بی
جنرال داینامیکس–گرومن اف-۱۱۱بی (به انگلیسی: General Dynamics–Grumman F-111B) یک هواپیمای ساختِ کارخانهٔ جنرال داینامیکس و گرومن در کشور ایالات متحده آمریکا است. نخستین استفاده‌کنندهٔ این هواپیما نیروی دریایی ایالات متحده آمریکا بوده‌است. این هواپیما برای نخستین بار در ۱۸ مه ۱۹۶۵ میلادی مورد استفاده قرار گرفت.